# اگنبرگ (گراتس)
اگنبرگ (به آلمانی: Eggenberg) یک منطقهٔ مسکونی در اتریش است که در گراتس واقع شده‌است. اگنبرگ ۷٫۷۹ کیلومتر مربع مساحت و ۱۸٬۴۸۷ نفر جمعیت دارد.